# 台灣事實查核中心
台灣事實查核中心，簡稱TFC，是台灣的事實查核非營利組織，2018年4月19日由台灣媒體觀察教育基金會與優質新聞發展協會共同成立，2018年7月31日上線並公布第一批查核報告，總部設於台北市。
2021年02月，中心完成法人登記，正式轉型為獨立法人的基金會，推動事實查核業務與活動。

## 歷史
- 2018年4月19日，台灣媒體觀察教育基金會與優質新聞發展協會共同成立台灣事實查核中心，並舉辦成立記者會[3]。台灣媒體觀察教育基金會董事長賴鼎銘表示，「在言論自由的大原則之下，我們要推動假新聞的查核；但這個我們不希望政府的介入，我覺得這應該由NGO和媒體大家共同合作」[4]。
- 2018年7月31日，台灣事實查核中心正式上線運作，成為全球149個事實查核計畫組織的一員。台灣事實查核中心標榜排除政府資助，是捐款成立的民間非營利組織[5]。
- 2018年12月7日，國立臺灣大學社會科學院新聞研究所舉辦「打爆假新聞」學術論壇，台灣事實查核中心總編審黃兆徽舉出許多假新聞與假訊息案例，但明確反對立法管制假新聞與假訊息，認為立法管制會危害言論自由與新聞自由[6]。
- 2019年4月，台灣事實查核中心在中華電視公司電視製作大樓7樓設立獨立總部[7]。
- 2019年5月，前記者陳慧敏接任台灣事實查核中心總編審，曾任《苦勞網》記者、《經濟日報》記者、群傳媒《閱讀最前線》特約編譯。
- 2018年臺北駐大阪經濟文化辦事處處長蘇啟誠自殺事件後，2019年12月11日行政院政務委員唐鳳公開表示，澄清的速度不夠快確實可能發生憾事，但現在台灣事實查核中心對於事實查核已經非常快速[8]。
- 2020年12月25日，台灣事實查核中心於新北市成立財團法人新北市台灣事實查核教育基金會，經新北市政府教育局「新北教社字第1092527630號函」准予立案。2021年2月2日，台灣事實查核教育基金會於臺灣士林地方法院完成法人設立登記，登記地址為新北市淡水區八勢路一段214號5樓（詩畫城堡社區）。
- 2021年4月22日，台灣事實查核中心舉辦喬遷茶會，總部遷往臺北市中山區松江路131號10樓之5（中華大廈），宣布將創設支薪實習制度。國立中正大學傳播學系教授兼台灣事實查核教育基金會董事長胡元輝、國家通訊傳播委員會委員林麗雲、華視總經理莊豐嘉等人出席喬遷茶會[9]。
- 2022年1月8日，台灣事實查核教育基金會教育總監黃兆徽在台灣新聞記者協會講座中說，查核就是客觀、平衡、求證，這是最基本的；謠言的周而復始使得查核記者備感挫折，但她認為多闢謠可以使越來越多人接觸到真實的訊息[10]。
- 2022年2月18日，台灣事實查核教育基金會公布台灣首度假訊息調查[11]。
- 2022年12月4日，台灣事實查核中心總編審陳慧敏表示，側翼網軍正在攻擊台灣事實查核中心，攻擊手法是挑選台灣事實查核中心發布的一則生活題、然後群力在留言區批評台灣事實查核中心查核一些不重要的小事；2022年九合一選舉結束時，大家都說側翼網軍是民主進步黨慘敗的頭號戰犯，「側翼，真的有夠『豬隊友』；早日擺脫他們，才可能得民心」[12]。
- 2022年12月5日，台灣事實查核教育基金會國際事務經理何蕙安於第一屆柏林台灣會議說，透過法律嚴懲錯誤資訊之傳播，常落入「打擊言論自由」的討論；許多國家的例子也顯示，一些宣稱打擊「假新聞」的法令或對「假訊息」的認定，常淪為執政者的政治工具；獨立運作、具中立性的公民團體來進行事實查核，就能展現公民社會在民主社會扮演的重要角色[13]。
- 2023年5月5日，台灣事實查核教育基金會董事會修改章程，增置執行長一人，執行長由董事長提名、經董事會同意後聘任或解任；執行長依據董事長指示與董事會決策，綜理推動會務。同年8月1日，台灣事實查核教育基金會董事會同意，聘任前卓越新聞獎基金會執行長邱家宜為台灣事實查核中心首任執行長兼總編輯。
- 2024年3月8日，陳慧敏向《民報》證實，台灣事實查核中心將她降調為資深查核記者，而且她已在本月1日離職。陳慧敏表示，台灣事實查核中心實施組織調整以後，編務部門由執行長主導，大大影響編輯自主，「過去4年9個月，我對工作全心投入，不希望辦公室政治影響到團隊運作；但對現在沒有權力制衡、沒有編務自主的結構，我是感到擔心的」。國立中正大學傳播學系教授、台灣媒體觀察教育基金會董事長兼台灣事實查核教育基金會董事長羅世宏表示，為了完善組織治理與增加公共問責的透明，2023年8月台灣事實查核中心延攬邱家宜為首任執行長兼總編輯；英國廣播公司（BBC）執行長是當然董事兼總編輯，並不影響BBC新聞的專業獨立自主[14]。
- 2025年2月10日，台灣事實查核中心发布声明称，在2021年至2024年接受开放社会基金会约新台币1448万元的资助，资金来源并非美国国际开发署[15]。
- 2025年3月19日，公共電視文化事業基金會舉辦「信任重建：事實查核的藝術與實踐」國際研討會，公視總經理徐秋華、華視新聞資訊台台長蔡莞瑩、台灣事實查核中心執行長邱家宜共同宣誓強化真實訊息韌性。

## 委員兼任國營媒體董事事件
2020年2月28日，網路媒體《眾報》披露，台灣事實查核中心諮議委員會6名委員中，有3名委員胡元輝、蘇正平及羅世宏同時兼任國營媒體中央廣播電台董事，這3人一方面擔任國營媒體的董事、一方面又化身「第三方公正機構」或「獨立查核機構」監督其他媒體，遭質疑角色混亂。此外，前台灣事實查核中心總編審黃兆徽不只擔任中央廣播電台董事，離開台灣事實查核中心後，同時加入屬於台灣公共廣播電視集團的華視，擔任新聞部總編輯。而華視隨後宣布與台灣事實查核中心合作，當時胡元輝表示，台灣事實查核中心更陸續與Yahoo!奇摩簽約，並和Google及LINE等社群平台合作。隨後，台灣事實查核中心並與華視新聞合作「影像版」事實查核報告《華視打假特攻隊》，並在華視電視製作大樓7樓設立獨立辦公室運作。
2020年11月20日，《呷新聞》稱，台灣媒體觀察教育基金會、媒體改造學社、台灣事實查核中心、無國界記者東亞辦事處/台灣分會、蔡英文政府五者之間有親密關係；同時指出，台灣媒體觀察教育基金會的董事或前董事成為國營媒體董事或政府官員，還成立台灣事實查核中心，「四處查核不利於執政黨的內容」。
2022年1月21日，中國國民黨立法委員李德維稱，華視新聞與台灣事實查核中心合作，以查察假新聞為名，專門替對民進黨不利的消息擦脂抹粉，卻對民進黨或民進黨政治人物各種「公然花式造謠」置若罔聞。

## 合作平台
- 華視新聞
- 臉書
- LINE

## 外部連結
- 官方网站（繁體中文）
- 台灣事實查核中心的Facebook專頁
- YouTube上的台灣事實查核中心頻道
- 台灣事實查核中心的X（前Twitter）
- 優質新聞發展協會 （页面存档备份，存于）